# Hladno pivo
Gli Hladno pivo sono un gruppo musicale punk rock croato attivo dal 1988.

## Formazione
- Zoran Subašić-Zoki
- Krešimir Šokec-Šoki
- Mladen Subašić-Suba
- Mile Kekin
- Milko-Deda

## Discografia
Album
- 1993 - Džinovski
- 1995 - G.A.D.
- 1997 - Desetka
- 1999 - Pobjeda
- 2000 - Istočno od Gajnica
- 2003 - Šamar
- 2007 - Knjiga žalbe
- 2011 - Svijet glamura